# Конти (Люблінський повіт)
Конти (пол. Kąty) — село в Польщі, у гміні Бихава Люблінського повіту Люблінського воєводства.